# Orenaia pallidivittalis
Orenaia pallidivittalis là một loài bướm đêm trong họ Crambidae.